# Cantone di Aubenton
Il Cantone di Aubenton era una divisione amministrativa dell'arrondissement di Vervins con capoluogo Aubenton.
A seguito della riforma approvata con decreto del 21 febbraio 2014, che ha avuto attuazione dopo le elezioni dipartimentali del 2015, è stato soppresso.

## Composizione
Comprendeva 13 comuni:
- Any-Martin-Rieux
- Aubenton
- Beaumé
- Besmont
- Coingt
- Iviers
- Jeantes
- Landouzy-la-Ville
- Leuze
- Logny-lès-Aubenton
- Martigny
- Mont-Saint-Jean
- Saint-Clément